# Eschenlaine
Die Eschenlaine ist ein knapp 10 km langer, durchweg ungefähr nach Westnordwesten laufender Waldbach in Oberbayern, der am Dorfrand von Eschenlohe von rechts in die Loisach mündet.
Die Eschenlaine durchfließt das Eschenlainetal, das den Walchenseekessel mit dem Loisachtal verbindet und das Estergebirge im Norden begrenzt.

## Geographie

### Verlauf
Die Eschenlaine entspringt auf etwa 901 m ü. NHN wenig westlich eines 906 m ü. NHN hohen Sattels, ihrer Wasserscheide zum nahen Walchensee. Anfangs verläuft am rechten Ufer die Grenze zwischen den Gemeinden Wallgau im Landkreis Garmisch-Partenkirchen mit dem Bach und dem linken Hang und Kochel am See im Landkreis Bad Tölz-Wolfratshausen mit dem rechten Hang. Nach dem Zufluss der Grießlaine aus dem Norden, ihres größten Nebenflusses, wechselt sie in die Gemeinde Eschenlohe im Landkreis Garmisch-Partenkirchen über. Kurz vor der Einmündung der Kessellaine, nahe der Flur Am Juchzer, wird die Eschenlaine zu einem kleinen See aufgestaut, der aber inzwischen weitgehend aufgeschottert ist.
Unmittelbar unterhalb der Staumauer tritt sie in die ca. 500 m lange Gachentodklamm ein. Nach der Klamm verbreitert sich das Tal wieder und die Eschenlaine fließt weiter in westnordwestliche Richtung. Nachdem der Bach die ca. 500 m nördlich und ca. 120 m oberhalb von ihr in einer Rodungsinsel liegende Einöde Wengwies passiert hat, versickert je nach Wasserstand der überwiegende Teil des Wassers der Eschenlaine, weshalb sie von dort bis zur Mündung weitgehend trocken liegt. Dort verengt sich das Tal wieder zur etwa 600 m langen Asamklamm, die heute nach dem Hofrat Wilhelm Asam (1862–1944) benannt ist und früher den Namen Schwarze Brüll Klamm trug. Am unteren Ende von Eschenlohe mündet die Eschenlaine auf etwa 635 m ü. NHN in die Loisach.

### Einzugsgebiet
Die Eschenlaine entwässert ein ca. 35 km² großes Gebiet, das vom Simetsberg (1840 m ü. NHN), dem Platteneck (1804 m ü. NHN) und der Hohen Kisten (1922 m ü. NHN) im Süden, sowie dem Heimgarten (1791 m ü. NHN), dem Hirschberg (1660 m ü. NHN), dem Ölrain (1542 m ü. NHN) und dem Osterfeuerkopf (1368 m ü. NHN) im Norden begrenzt wird. Einziger Siedlungsplatz darin ist neben dem Mündungsort das erwähnte Wengwies.

### Zuflüsse
Hierarchische Liste der Zuflüsse jeweils von der Quelle zur Mündung. Auswahl.
- Hauptgraben, von links und Südsüdwesten
- Schiecher Graben, von rechts und Nordosten
- Grandelgraben, von links und Süden
- Grießlaine, von rechts und Nordnordosten, 4,6 km und 6,8 km²[2]
  - Scharfer Graben, von links und Osten
  - Erzlaine, von rechts und Norden
    - Ölgraben, von rechts und Westsüdwesten
- Simetsgraben, von links und Westsüdwesten
- Kessellaine, von links und Ostsüdosten
  - (Bach aus dem Möseltal), von links und Südwesten
  - Pustertallaine, von links und Südwesten
- (Bach aus dem Judental), von rechts und Nordosten
- Hirschlaine, von rechts und Nordwesten
  - Eckleitengraben (längerer Oberlauf), von links und Ostnordosten
- (Bach aus dem Hanselgraben), von rechts und Nordnordosten
- (Bach aus dem Klammgraben), von rechts und Nordnordosten
- Urlaine, von links und Südosten in Eschenlohe

## Geologie
Nahezu im gesamten Einzugsgebiet der Eschenlaine steht oberflächlich Hauptdolomit an. Tektonisch gehört dieser der so genannten Lechtaldecke der nördlichen Kalkalpen an. Die Asamklamm ist ein offiziell ausgewiesenes Geotop (Geotop-Nummer: 180R024). Über die Klamm führt eine Fußgängerbrücke.

## Tourismus
Durch das Eschenlainetal verläuft ein Wirtschaftsweg von Eschenlohe bis nach Einsiedl am Walchensee. Da dieser einen nur relativ geringen Höhenunterschied von 270 m und nur wenige, aber steile Anstiege aufweist, ist er nicht nur bei Wanderern, sondern auch bei Mountainbikern beliebt. Die Grießlaine quert er kurz vor ihrer Einmündung in die Eschenlaine durch eine Furt. Der Weg durch das Eschenlainetal ist Teil der Mountainbike-Rundstrecke „Um den Herzogstand“.

## Weitere Bilder

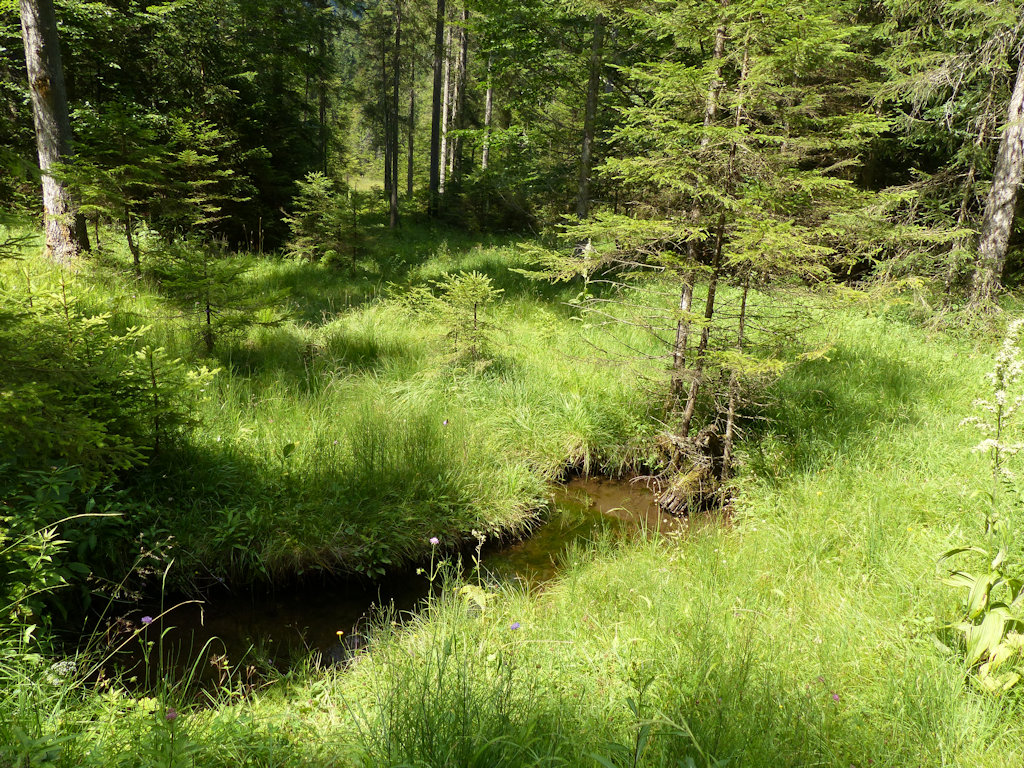
Quellgebiet der Eschenlaine
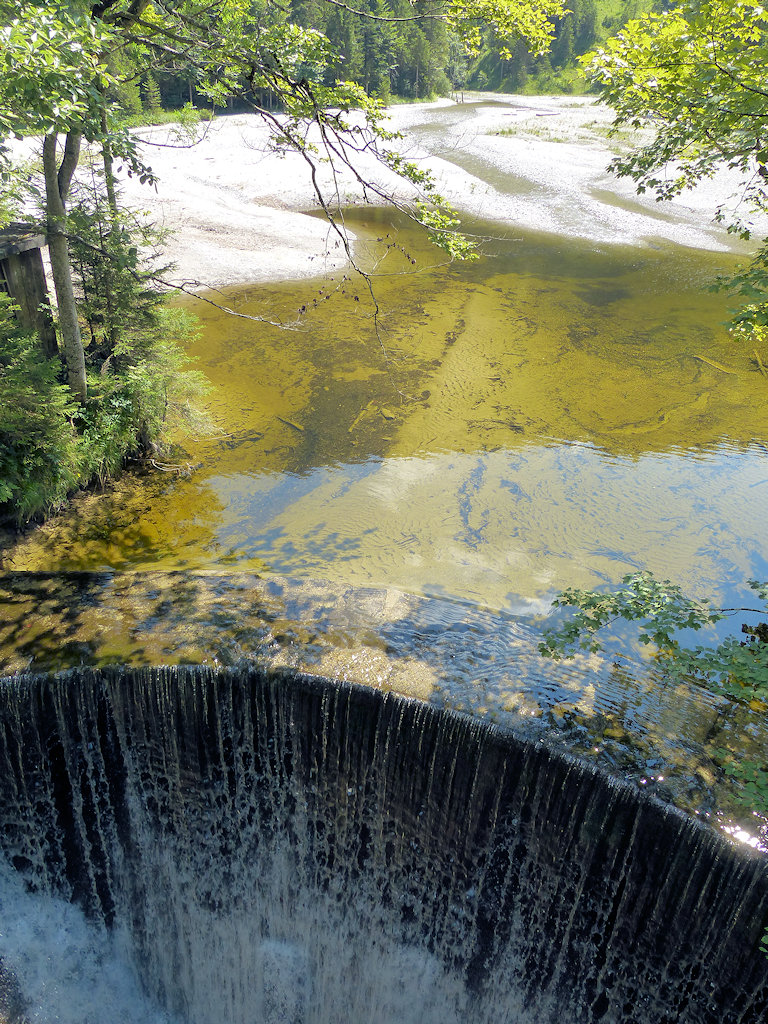
Stausee der Eschenlaine nahe der Flur "Am Juchzer"
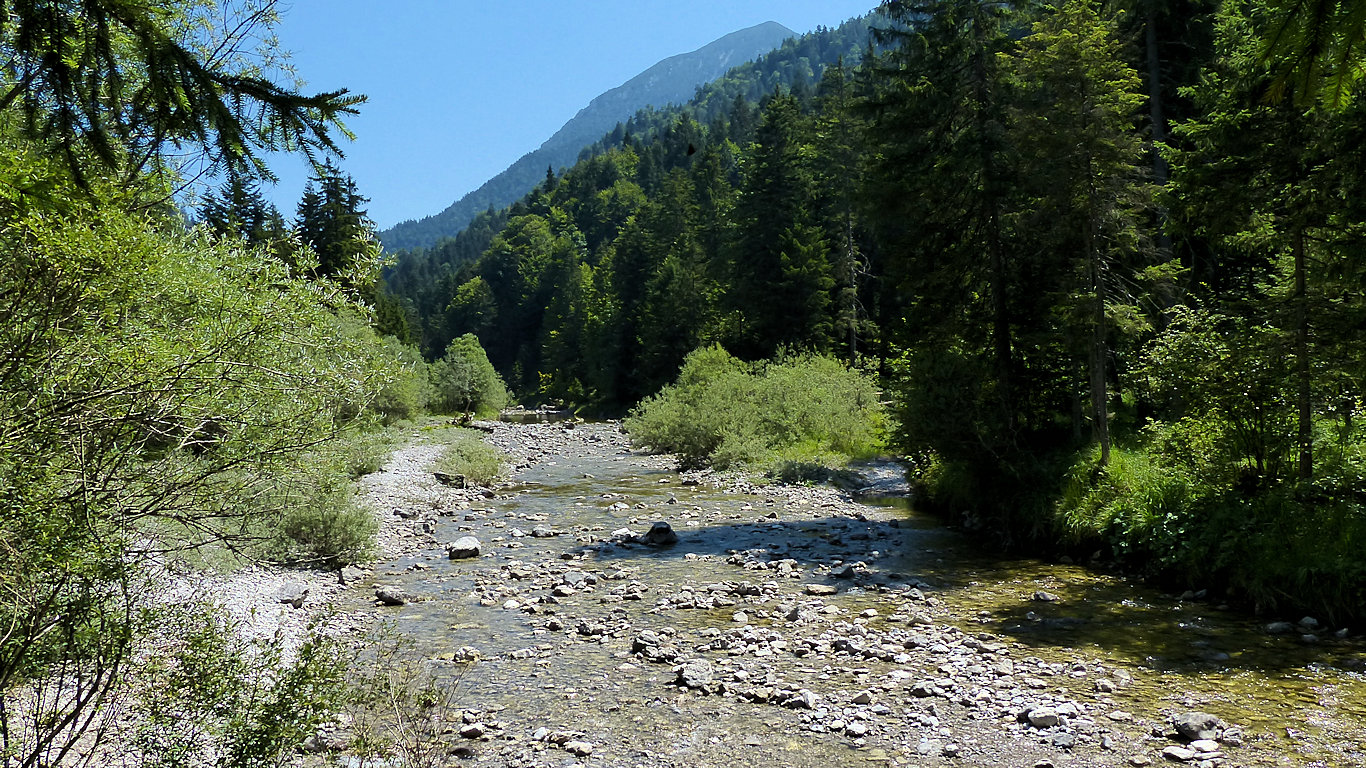
Eschenlaine im Eschenlainetal. Im Hintergrund der Simetsberg
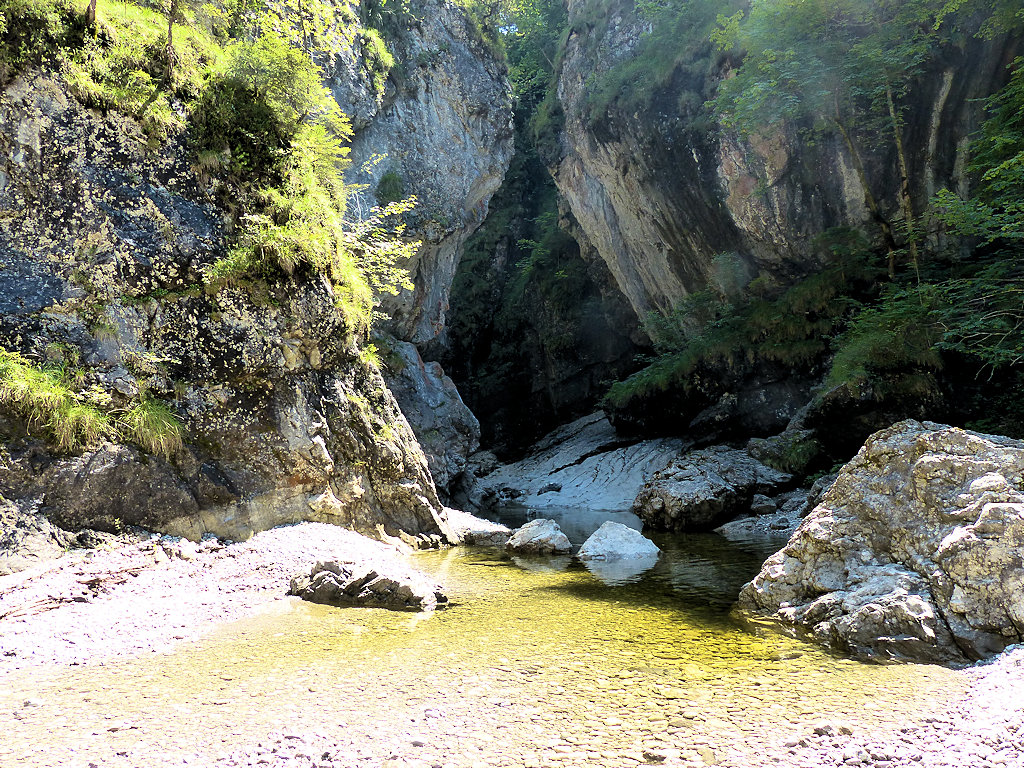
Eschenlaine in der Asamklamm
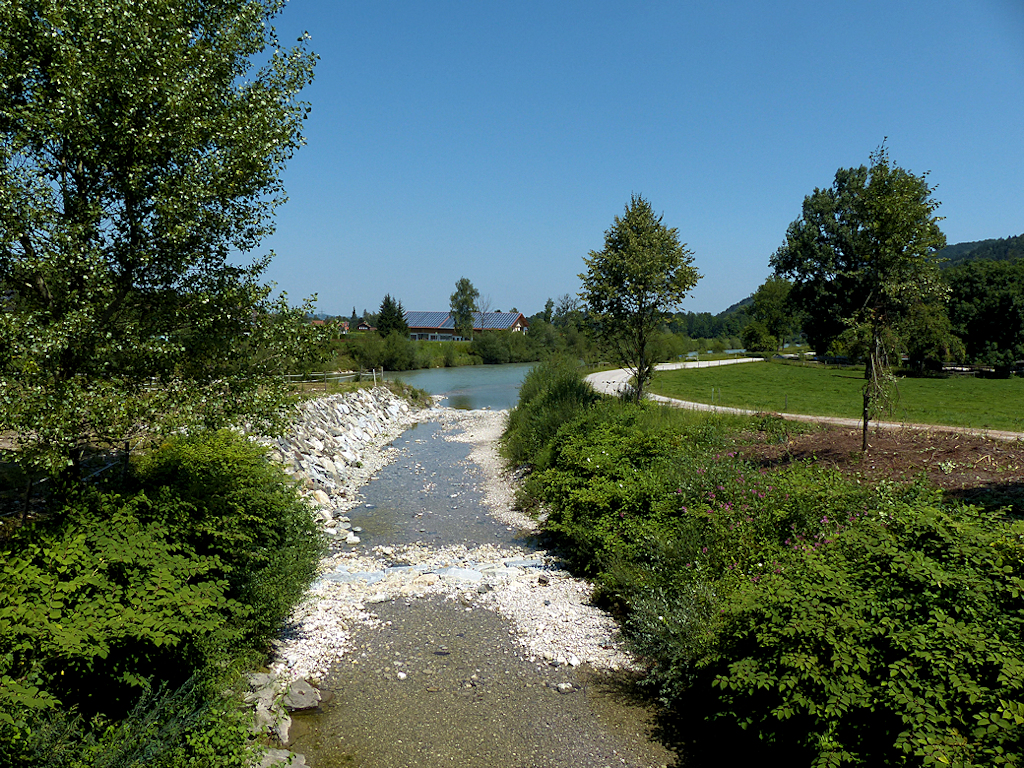
Mündung der Eschenlaine in die Loisach
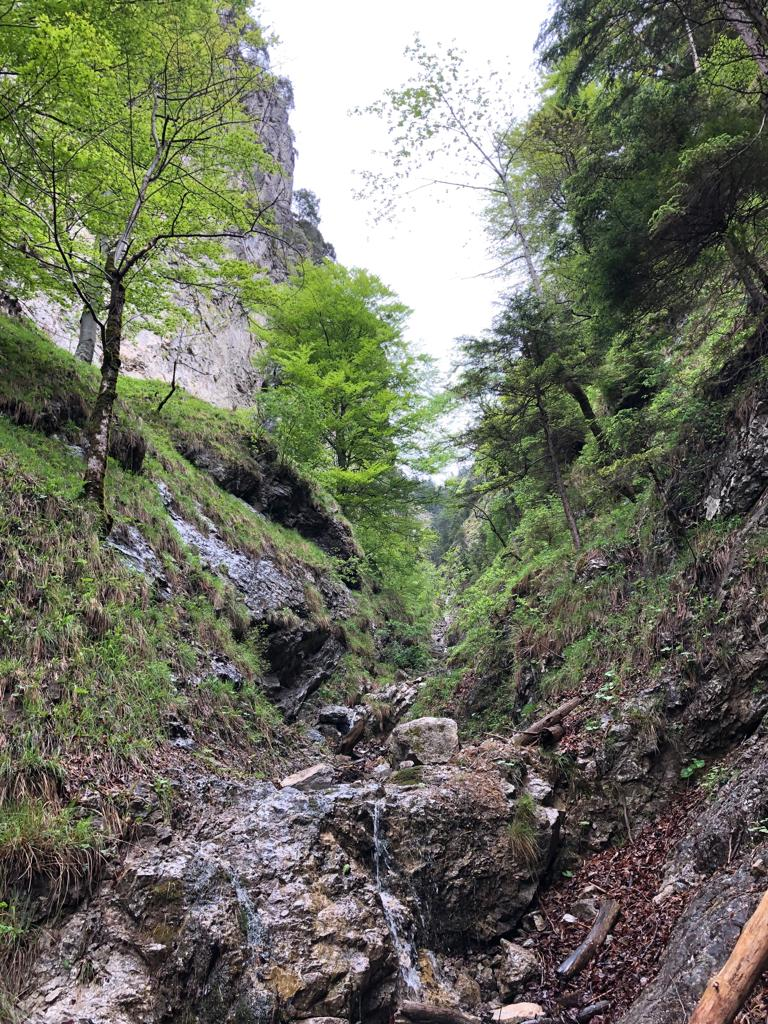
Im Klammgraben mit Bach